# ریکو شیوتا
ریکو شیوتا (انگلیسی: Reiko Shiota؛ زادهٔ ۳۰ سپتامبر ۱۹۸۳) بدمینتون‌باز زن اهل ژاپن است.